# Formoso (Kansas)
Pour les articles homonymes, voir Formoso.
Formoso est une ville américaine située dans le comté de Jewell, au Kansas.

## Démographie
Selon le recensement de 2020, sa population est de 94 habitants.